# The Miracle (singl)
"The Miracle" je singl britanskog rock sastava Queen koji je kao peti i posljednji s istoimenog albuma objavljen 27. studenog 1989. godine. Na "B" strani se nalazi Stone Cold Crazy (live). Tekst je napisao Freddie Mercury, a glazbu John Deacon. Ostali članovi sastava također su dali svoj doprinos u stvaranju ove pjesme.
U pjesmi se pojavljuju imena poznatih građevina poput Taj Mahala i Babilonske kule, kao i poznata imena poput Kapetana Cooka, Abela i Kajina i Jimija Hendrixa.

## Video spot
Budući da je sastav odustao od turneje zbog Mercuryjevog narušenog zdravlja odlučili su snimiti glazbeni spot u kojem dječaci glume članove sastava. Mercuryja je glumio tada još nepoznati trinaestogodišnjak Ross McCall. Mercury je bio toliko oduševljen njihovom glumom da je predložio da dječaci održe turneju umjesto sastava.

## Vanjske poveznice
- Tekst pjesme The Miracle  Arhivirana inačica izvorne stranice od 23. siječnja 2012. (Wayback Machine)